# Тропически водни змии
Тропическите водни змии (Hydromorphus) са род влечуги от семейство Смокообразни (Colubridae).
Таксонът е описан за пръв път от Вилхелм Петерс през 1859 година.

## Видове
- Hydromorphus concolor
- Hydromorphus dunni